# Ungertz
Ungertz ist ein Weiler in Lohmar im Rhein-Sieg-Kreis in Nordrhein-Westfalen.

## Geographie
Ungertz liegt im Südwesten von Lohmar. Umliegende Ortschaften und Weiler sind Höngesberg im Norden, Peisel, Röttgen und Kreuznaaf im Nordosten, Naaferberg im Osten bis Nordosten, Ellhausen im Südosten, Halberg im Süden, Donrath und Höngen im Südwesten, Besenbroich, Wielpütz und Reelsiefen im Nordwesten.

## Gewässer
In Ungertz entspringt ein namenloser orographisch linker Nebenfluss des Naafbachs.

## Sehenswürdigkeiten
Ungertz liegt nahe zum Naturschutzgebiet Naafbachtal.

## Verkehr
Ungertz liegt östlich der Bundesstraße 484.